# F-Spot
F-Spot je program sloužící ke správě digitálních fotografií v linuxovém prostředí GNOME.

## Přednosti
Cílem F-Spotu je být uživatelsky přívětivý a jednoduchý, ale přesto poskytovat pokročilé funkce jako popisky fotografií či zobrazování Exif nebo XMP metadat.
Podporuje všechny důležité formáty fotografií, jmenovitě JPEG, PNG, TIFF, DNG a raw různých výrobců (CR2, PEF, ORF, SRF, CRW, MRW a RAF). Mezi další podporované formáty patří GIF, SVG a PPM. F-Spot ale nedokáže raw upravovat.
Díky libgphoto2 lze snímky importovat přímo do F-Spotu.
Umí nejen základní editace jako ořez, rotaci a změnu velikosti snímku, ale i pokročilé úpravy jako odstranění červených očí a verzování. Podporuje také změny barevnosti včetně jasu, kontrastu, odstínu, sytosti a teploty.
Snadná tvorba CD s fotografiemi.
Fotografie lze uploadovat na několik online galerií. Nejznámější je podpora Flickru, ale podporovány jsou i systémy Gallery či O.r.i.g.i.n.a.l. Také umí exportovat do webových alb Google Picasa. F-Spot může také generovat statické stránky webové galerie a exportovat je na Facebook. F-Spot automaticky zmenšuje fotografie před exportem na Flickr, a přestože to popisuje jako „volitelné“, neexistuje žádná možnost, jak fotografie před exportem nezmenšit.
K dispozici jsou základní funkce, jako je oříznutí a otočení, spolu s pokročilejšími funkcemi, jako je odstranění červených očí a vytváření verzí. Funkce otáčení umožňuje pohyby v krocích po jednom stupni s automatickým oříznutím, nikoli pouze nastavením o 90 stupňů. Barevné úpravy jsou podporovány histogramem. Zahrnují automatické vylepšení a individuální jas, kontrast, odstín, sytost a teplotu.

## Technické informace
F-Spot je napsán v C# a používá Mono.
S projektem začal Ettore Perazzoli a momentálně ho vede Larry Ewing.

## Podobné aplikace
- Photoshop Album od Adobe
- iPhoto od Applu
- Picasa od Googlu
- Zoner Photo Studio od ZONER software